# OTRAG (ロケット)
OTRAG ロケットは1970年代から80年代にかけてOTRAG社によって設計されたモジュラー式の人工衛星打ち上げロケットである。
OTRAGロケットは複数の大量生産されたユニットを組み合わせて出来ており、1～10トン或いはそれ以上の衛星を軌道に投入する事を目的としていた。大量生産によって類似の打ち上げ能力を有する従来型のロケットの10分の一の費用を目指していた。

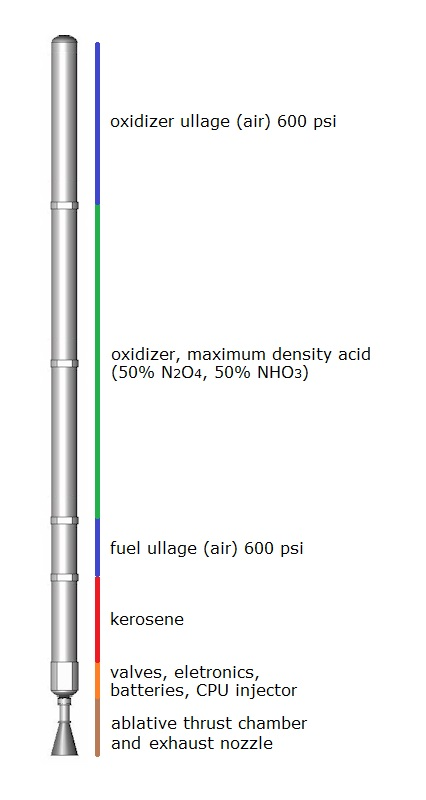
OTRAG CRPU

## 設計
CRPU (Common Rocket Propulsion Unit)を組み合わせる事によって多様なOTRAGロケットを製造する事ができた。観測ロケットには4本或いはそれ以上のCRPUを並列に束ねる予定で上部に積載物を備える構造だった。軌道投入用のロケットは積載物の重量に応じて数10本から100本のCRPUを使用する予定だった。ロケットの段に相当するのは燃焼後のCRPUを外側から切り離し、内側のCRPUは積載物と共に飛行を続ける。
CRPUは実質的には短い管で連結された直径27cm、全長16mの鋼管だった。CRPUは鏡板間に固定用の環を追加したアルミ製の鏡板によって内部が3分割された。前方の管内は主に硝酸と四酸化二窒素の混合物による酸化剤で満たされていた。次の区画は燃料であるケロシン(灯油)で満たされていた。これはロケットの燃料用として精製された高価なRP-1ではなく、市販の灯油だった。最後の区画はエンジンが備えられた。燃料の配管はケロシンの周囲に硝酸を送りエンジンへ入れる。
CRPUの設計はすこぶる単純だった。タンクは推進剤を加圧によって供給する為に十分な強度を備え、ターボポンプを用いないガス圧送サイクルを用い、しかも一般的なガス圧送サイクルと異なり高圧ヘリウムタンクや熱交換器も持たず、タンク内に600psi(4.1MPa)で充填されたガスで圧力を得る。つまるところペットボトルロケットと全く同じ方法で燃料を噴出するわけである。エンジンはアブレーション冷却を採用した事によって再生冷却や耐熱性ケロシンを不要にした。エンジンはジンバルによる角度調整が出来ないものだったが、代わりにマルチコプターのように対角線方向のCRPUの推力を変えることによって行った。そのため、エンジンは管の内壁内に納まるように機構は出力調整弁のみで単純に製造された。細い管なので区画間の鏡板は他のロケットのようなドーム状ではなく単純な平板だった。点火装置は備えられず、代わりにフルフリルアルコールをケロシンよりも先に噴射した。フルフリルアルコールは硝酸と接触するだけで着火する。
管の直径が小さかったので圧力隔壁は通常のロケットのようなドーム状ではなく平らな板が使用された。点火装置は無く、硝酸と接触するだけで着火する自己着火性のフルフリルアルコールを灯油の供給前に噴射した。
アブレーション冷却の使用による十分な量のアブレータの搭載・安いが重く強度が低い高圧鋼鉄構造体・ガスをためるためにタンク内に広い空きスペースを確保しなければならないことによりCRPUは重く、低性能になった。管の直径が同様にエンジンの直径を厳しく制限した事によって上段に高効率の高膨張ノズルの使用が出来なかった。CRPUは3段で軌道に投入する予定だった。これにより2段式よりツィオルコフスキーの式より重量の悪影響を減らしている。
会社の基本的な打ち上げ設計は1トンを軌道に投入すると主張された。予想では3段目が4基のCRUP、その周囲に2段目が12基のCRUP、その周りを囲むように1段目が48基のCRUPで構成されていた。より大型の打ち上げ機では重量物の打ち上げに可能であれば数100基のCRPUを使用すると予想された。
規模の経済によって廉価なそれぞれのCRPUは年間100基、或いは可能であれば1000基以上生産することによって既存のロケットよりも安く打ち上げることを企図していた。さらに多数の小型のエンジンを個別に燃焼することによって高信頼性と冗長性を与えられると予想された。
会社の見通しではCRPUは徐々に安くなる事を見込んでいて、回収と再整備式打ち上げ機は単純なユニットを製造する事に勝らないという見通しだった。貯蔵可能な推進剤と少数の作動部品により射場での運用も同様にとても簡略化される事が予定された。これらの利点は低比推力と打ち上げ重量効率の欠点を補って余りあると期待された。

## 打ち上げ実績
エンジンはドイツとアフリカの試験施設で地上で試験された。実験では多様な燃料と酸化剤の化合物で試され全体設計は堅牢だった。
ザイールのShaba NorthとリビアのSebaオアシスで小型の4機が製造、試験され、20から50kmの高度に到達した。使用されたロケットの全長は6mと12mだった。基本的なCRPUの概念は作動することが示されたが、いくつかのロケットでは誘導や部品が失敗した。OTRAGロケットの最後の打ち上げは1983年9月19日エスレンジで行われた。この打ち上げでOTRAGは高高度研究に使用された。
政治的圧力による計画の中止はOTRAGの記事を参照。
1987年に会社がリビアから撤退した時に、いくつかの機材は政府に接収されたが、計画を継続するための十分な部品と知識はリビアから失われた。

## 関心の復活
最近では同社が助言を与えていたインターオービタル システムズに類似のモジュラーロケットの設計がネプチューンシリーズに導入された。
アルマジロ・エアロスペースの創設者で最高経営責任者(CEO)のJohn Carmackは2006年5月にOTRAGの設立技術者であるKayserに会って原型の研究機材のいくつかが貸与された。
"私は数ヶ月Lutz Kayserに対応していくつかの事を学んだ。私は真剣に濃度98%の過酸化水素(ケロシンとの2液推進系を仮定)によるOTRAG型の大規模なクラスター型の廉価なモジュール式の軌道周回設計を検討してすでに軌道周回打ち上げ費用を大幅に低減する実行可能な方法の一つであると確信する。Lutzと詳細について協議した後、私はこれは大幅な軌道投入能力を獲得する最も廉価な開発であると考えた。最終的には再利用可能なロケットが引き継ぐだろうが、現在の予算でできるすべての方法でこの方法が最良であると確信した。個々のモジュールは既存の機体よりも単純で、私たちは手作りの試作機を凌駕する、より生産性の優れた生産方法を見つけるでしょう。" -- 2006年6月 アルマジロ エアロスペース更新